# ゾディアック (プロレスラー)
ゾディアック（Zodiac、1977年2月28日 - ）は、アメリカのプロレスラー。
本名、アーロン・アグリア（Aaron Aguilera）。カリフォルニア州オレンジカウンティ出身。
父親はマネージャーとしてインディー団体で活動しているエル・ジェフ。

## 来歴

### キャリア初期
父親であるエル・ジェフとの二人三脚によるトレーニングにより1999年、ハードコア・キッド（Hardkore Kidd）のリングネームでプロレスラーとしてのキャリアを開始。
2001年、WWFに入団。当時、傘下団体であったUPW（Ultimate Pro Wrestling）にてアダム・ピアース、アル・カトラズ、キッド・ビシャスとハードコア・インクなるユニットを結成。10月17日にはロード・ウォリアーズ（ロード・ウォリアー・ホーク & ロード・ウォリアー・アニマル）と対戦している。
2002年、UPWのみに留まらず、AWS（Alternative Wrestling Show）やPWG（Pro Wrestling Guerrilla）といったカリフォルニア州を拠点とするインディー団体に参戦した。
2003年、UPWタッグ王者であったバラード・ブラザーズと抗争を展開し、4月25日にテーブルズマッチを行った際に勝利し、ベルトを奪取した。10月には日本のインディー団体であるZERO-ONEに参戦する為、初来日を果たした。

### WWE
2004年10月、OVWにて怪奇派ユニットであるディサイプルズ・オブ・シンの一員となり、バラバ・ザ・プロフェシザー（Barrabas The Prophesizer）のリングネームでセブンとタッグを組んで活動。
11月、WWEへと昇格。ヘスース（Jesús）のリングネームでカリートの悪友としてWWEに登場。ジョン・シナと抗争を展開。バーでシナを刺して欠場へと追い込んだアングルを展開。12月12日、PPVであるアルマゲドンにてシナとストリートファイトによる一騎討ちを行うも敗退。長期欠場となり、2005年4月、契約解除によりWWEを解雇される。

### インディー団体
WWE解雇後、2005年6月に再びZERO-ONEに参戦。19日にはライアン・サコダとタッグを組んでNWAインターコンチネンタルタッグ王座を保持する佐藤耕平 & 崔領二に挑戦するがベルトを奪取するに至らなかった。
2006年、NWA加盟団体に参戦するようになり、AWS（Alternative Wrestling Show）を活動の拠点とした。2007年にはNWA世界ヘビー級王座、AWSヘビー級王座を賭けたトーナメントに出場するもいずれも奪取するに至らなかった。

### 全日本プロレス

#### ブードゥー・マーダーズ
2007年10月18日の全日本プロレス代々木大会にて、VOODOO-MURDERSの新メンバー、ゾディアック（Zodiac ）として十字架に貼り付けにされて登場。TARU曰く「アメリカの刑務所から連れて来た」とのこと。「普段は頭に麻袋を被っておりその時はおとなしいが、麻袋を取ると一変し暴れまくり、TARUや小島聡ですら止めるのがやっとである」というギミックで、パワーや反則に頼ったファイトを行う。その年の世界最強タッグ決定リーグ戦にTARUと組んで参加し、1試合を除き全て反則負けと暴れるだけ暴れまわった。
2008年4月29日、愛知県体育館でTARUと組んで武藤敬司、ジョー・ドーリングの持つ世界タッグ王座に挑戦するも敗退。5月11日には後楽園大会でドーリングとの外国人シングルマッチが実現するも、ドーリングのスパイラルボムで破れる。しかし1週間後、福岡大会での6人タッグマッチでドーリングからダイビングラリアットで勝利。試合後、マスカラ・コントラ・カベジュラ（ドーリングは髪の毛、ゾディアックはマスクを賭けて行う試合形式）によるリベンジマッチを要求し、これをドーリングが受諾。5月25日の神戸大会でドーリングと対戦したが、リベンジを達成することはできず素顔を公開することになった。
いざ覆面を取ってみると男前で、更に覆面を被っていた時のギミックではなく本来の試合スタイルに戻ったことで突然人気が急上昇し、会場では「Z」の字に手刀を切りながら「ゾ・ディ・アック!!」と叫ぶポーズを取ることが恒例となっている。
2008年年末の最強タッグ決定リーグ戦には、ドーリングと組んでブードゥー・タワーズとして参加。ゾディアックも残り1試合で勝ち点8点と快進撃を続けていたが、急性腹膜炎を発症し最終戦を欠場した。
2009年1月2日に復帰し、高山善廣とシングルで対戦するも2分40秒で敗北。しかし、同日行われたメインのヘビー級選手参加のバトルロイヤルで優勝した。
3月1日、ブードゥー・タワーズとしてチーム・ディストラクションを相手に世界タッグ王座挑戦者決定戦をするも、敗退。
3月14日、両国国技館でタッグマッチながら曙と初遭遇を果たした。
4月5日、チャンピオン・カーニバル2009に参戦するも、初戦で新人の浜亮太のリョウタ・ハマーにより10分足らずでやられてしまう。試合後、最後の力を振り絞ってゾディアックポーズを取って力尽きた。
小島と対戦した事を契機に、ゾディアックも小島からF4への勧誘を受け、それを拒否したものの以降試合ではヒールでありながら正攻法で戦い、他のVOODOO-MURDERSのメンバーとの間に溝ができる。同年9月13日にTARUとシングルマッチを行い、試合後にメンバーから制裁を受けるが小島らF4のメンバーが救出、小島の勧誘に応じF4に加入した。

#### F4
F4加入後、ゾディアックは全日本プロレス暮れの祭典、2009世界最強タッグ決定リーグ戦に小島とのタッグで出場するも、小島が新型インフルエンザにより欠場を余儀なくされ決勝トーナメント進出はならなかった。翌年1月にはKAIと組んでアジアタッグ王座に挑戦するも王座獲得はならなかった。
アジアタッグ王座挑戦後、F4はVOODOO-MURDERSの手によって解散させられ、2010年中頃には全日本プロレスから離脱する事になった。

#### 再び全日本プロレスへ
2011年1月14日、『2011エキサイトシリーズ』に参戦することになった。ゾディアックにとって、およそ一年ぶりの全日本マット復帰となる。コメントでは「秘密の特訓をした」「VOODOO-MURDERSを呪っている」とのことである。なお、同シリーズにはゾディアックと因縁の深いドーリングも参戦した。
同シリーズで互いにVOODOO-MURDERSと敵対するKENSOと新たにタッグチームを結成するに至ったが、結果を出す前に再度全日本を離れた。
しばらくは日本から遠ざかっていたが、真田聖也とのタッグに見切りをつけたドーリングが2012年9月9日の後楽園ホール大会にて、新パートナーとしてベストフレンドXの参戦を予告。そのXこそが久々に参戦となったゾディアックであり、大歓声で迎えられた勢いのままドーリングとのタブルインパクトにて世界タッグ王者の一人である大森隆男からフォール勝ち、世界タッグ奪取を宣言した。なお、大森は戦前にXについて「デカくてスゲー」未知の強豪を期待していたが、現れたのは全日本ファンお馴染みのゾディアックであった。最も、過去にゾディアックが参戦していた時期は大森は全日本未参戦であるため、大森にとっては未知の強豪に間違いなかった。ドーリングとのタッグも過去はともにヒールであったが、復活後はドーリングはヒール、ゾディアックはベビーフェイスという歪なタッグになった。

### WRESTLE-1
2013年9月8日、武藤が旗揚げした新団体であるWRESTLE-1に参戦。レネ・デュプリと組んで武藤&ボブ・サップと対戦するが、敗戦した。

### インディー団体
2014年6月14日、トミー・ドリーマーが主宰するインディー団体であるHoH（House of Hardcore）に参戦。往年のスーパースターであるミル・マスカラスと対戦し、ハードコアマッチを仕掛けるも敗戦した。

## その他
- ボブ・オートン、バリー・オートンが一時期、ザ・ゾディアックのリングネームで活動していた期間があるが、同人物とは無関係である。

## 得意技
マーダー・ボム
現在のフィニッシュ・ホールド。振り子式スパイン・バスター。相手の股下に自らの頭を入れて持ち上げ、反動をつけて前方に投げ落とす。
チョークスラム
相手の喉元を片手で掴んだ状態で抱え上げて、そのまま背面からマットへ叩き落とす技。
サウス・ザ・ボーダー
WWE時代のフィニッシュ・ホールド。
タイガー・ドライバー
2011年の復帰時期に使用していたフィニッシュ・ホールド。
Zバスター
フルネルソン式どどん
相手をフルネルソンの体勢で持ち上げ、両腕のクラッチを切って相手の両ももをそれぞれ抱え直す。そのまま前傾させながら尻もちをつき、うつ伏せ状態の相手の顔面をマットに叩きつける。
マンハッタンドライバー
相手をフルネルソンで締め上げてからリフトアップし、空中で両腕のクラッチを切って相手の後頭部を押さえつけながらマットに倒れこみ、相手の顔面をマットに叩きつける。
ダイビング・ラリアット
コーナーポスト上から飛んで、相手の喉元へ、伸ばした自身の片腕をぶつける技。2012年復帰時にはドーリングとのダブルインパクトとして使用し、大森から勝利を治めた。
ゾディアック・ポーズ
技ではないが、ゾディアックとしての象徴的ムーブ。
両手をハの字に開き、アルファベットの『Z』を描くように動かしながら「ゾ・ディ・アック!!」と叫ぶ。観客との合唱が定番となっている。また言うぞと見せかけてやらない、ゾ・ディ・まで言ってお預けにする、散り際に見せるなど彼の個性を確立したムーブであり、このパフォーマンスがきかっけで小島にF4に誘われることとなった。

## タイトル歴
- EWFヘビー級王座
- PWWヘビー級王座
- WCWAヘビー級王座
- UPWタッグ王座